# ADN complementario
El ADN complementario  (ADNc) es una molécula de ADN de una doble cadena, en la que una de sus hebras constituye una secuencia totalmente complementaria al ARN mensajero a partir del cual se ha sintetizado. Se suele utilizar para la clonación de genes propios de células eucariotas en células procariotas, debido a que, dada la naturaleza de su síntesis, carece de intrones.

## Introducción
El dogma central de la biología molecular dice que durante la síntesis de proteínas, el ADN se transcribe en ARNm, que a su vez se traduce en proteínas. Una diferencia entre ARNm eucariótico y procariótico es que el ARNm eucariótico puede contener intrones, secuencias no codificantes que deben ser extraídas del ARNm antes de ser traducido a proteínas. El ARNm procariótico no tiene intrones, así que no sufre ningún proceso de corte y empalme (splicing).
A veces se quieren expresar genes eucariotas en células procariotas. Un método simple de hacerlo es insertar ADN eucariótico en un hospedador procariota, que transcribiría el ADN en ARNm y luego lo traduciría a proteínas. Pero como el ADN eucariota tiene intrones, y los procariotas carecen de mecanismos para eliminarlos, el proceso de extracción debe realizarse antes de introducir el ADN eucariota en el hospedador (además, debe ser metilado y hay que añadirle una región promotora procariota). Este ADN despojado de intrones es el ADN complementario, o ADNc.
La enzima retrotranscriptasa trabaja sobre un molde de cadena simple de ARN, creando el ADN complementario basado en la correspondencia de bases ARN (A, U, G, C) con las bases ADN complementarias (T, A, C, G). 
Para la obtención de ADN eucariota cuyos intrones han sido eliminados:
1. una célula eucariota transcribe el ADN a ARNm;
2. la misma célula procesa la nueva cadena de ARNm eliminando los intrones, y añadiendo una cola poli-A y un terminal GTP;
3. esta cadena de ARNm maduro se extrae de la célula;
4. se hibrida un oligonucleótido poli-T sobre la cola poli-A del molde de ARNm maduro, ya que la retrotranscriptasa necesita un cebador de doble cadena para comenzar a trabajar; alternativamente, se pueden utilizar hexámeros aleatorios, que son fragmentos de una sola hebra de ADN de 6 pares de bases que se pueden unir a cualquier región de ARN;[3]
5. se añade la retrotranscriptasa, junto con una solución de bases A, T, C y G.

La retrotranscriptasa va recorriendo la cadena de ARNm y sintetizando la cadena de ADNc complementaria del molde de ARNm (ADNc).

## Aplicación
El ADNc se utiliza a menudo en clonación de genes, en pruebas de genes o en la creación de librerías de ADNc.